# Ralph Horr

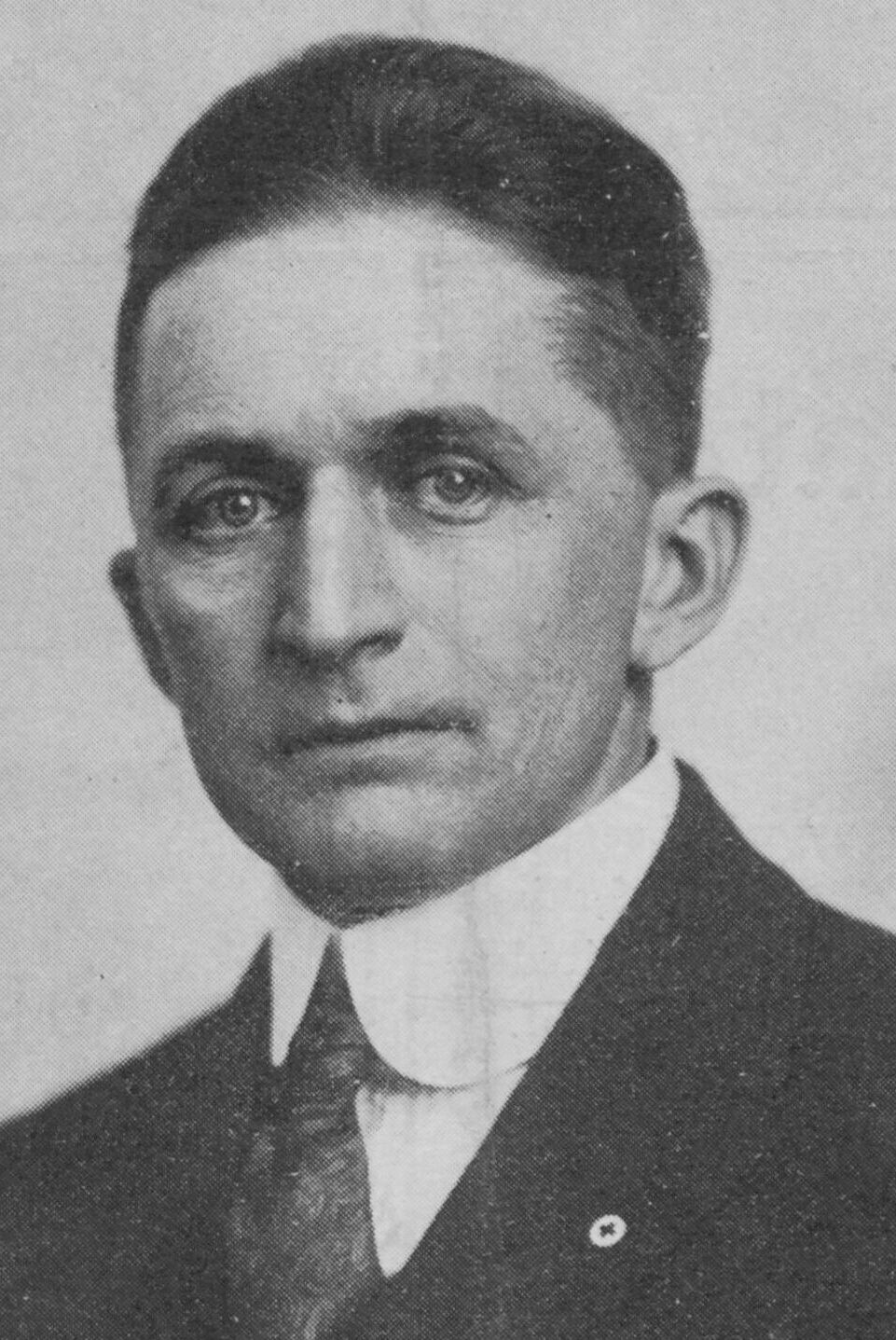
Ralph Horr (um 1918)

Ralph Ashley Horr (* 12. August 1884 in Saybrook, McLean County, Illinois; † 26. Januar 1960 in Seattle, Washington) war ein US-amerikanischer Politiker. Zwischen 1931 und 1933 vertrat er den Bundesstaat Washington im US-Repräsentantenhaus.

## Werdegang
Ralph Horr besuchte die öffentlichen Schulen seiner Heimat und studierte danach an der University of Illinois in Urbana. Im Jahr 1908 zog er nach Seattle. Nach einem Jurastudium an der dortigen University of Washington und seiner im Jahr 1911 erfolgten Zulassung als Rechtsanwalt begann er in Seattle in seinem neuen Beruf zu  arbeiten. In den Jahren 1911 und 1912 war er stellvertretender Kämmerer im King County. Politisch wurde Horr Mitglied der Republikanischen Partei, deren Vorsitz er im King County übernahm. Im Jahr 1918 kandidierte er erfolglos für das Amt des Bürgermeisters von Seattle. Zwischen dem 31. August 1918 und dem 8. März 1920 war Horr Leutnant der US Army. Dabei war er während der Endphase des Ersten Weltkrieges auf dem europäischen Kriegsschauplatz eingesetzt.
Bei den Kongresswahlen des Jahres 1930 wurde Horr im ersten Wahlbezirk des Staates Washington in das US-Repräsentantenhaus in Washington, D.C. gewählt, wo er am 4. März 1931 die Nachfolge von John Franklin Miller antrat. Da er für die Wahlen des Jahres 1932 von seiner Partei nicht mehr aufgestellt wurde, konnte er bis zum 3. März 1933 nur eine Legislaturperiode im Kongress absolvieren. In dieser Zeit wurde der 20. Verfassungszusatz verabschiedet.
Im Jahr 1934 strebte Horr erfolglos die republikanische Nominierung für die Wahlen zum US-Senat an. Zwei Jahre später verfehlte er auch die Nominierung für die Gouverneurswahlen. Im Jahr 1948 scheiterte er schließlich mit einer erneuten Kandidatur für das Amt des Bürgermeisters von Seattle. Bis 1957 arbeitete Horr als Anwalt; danach zog er sich in den Ruhestand zurück. Er starb am 26. Januar 1960 in Seattle.